# Método dedutivo
Método dedutivo o raciocínio dedutivo é a maneira de tirar inferências dedutivas. Uma inferência é dedutivamente válida se sua conclusão segue logicamente de suas premissas, ou seja, se é impossível que as premissas sejam verdadeiras e a conclusão falsa. Por exemplo, a inferência das premissas "todos os homens são mortais" e "Sócrates é um homem" para a conclusão "Sócrates é mortal" é dedutivamente válida. Um argumento é sólido se é válido e todas as suas premissas são verdadeiras. Alguns teóricos definem a dedução em termos das intenções do autor: tem que ter a intenção de que as premissas ofereçam apoio dedutivo à conclusão. Com a ajuda desta modificação, é possível distinguir o raciocínio dedutivo válido do inválido: é inválido se a crença do autor sobre o apoio dedutivo é falsa, mas mesmo o raciocínio dedutivo inválido é uma forma de raciocínio dedutivo.
A psicologia está interessada no raciocínio dedutivo como um processo psicológico, ou seja, como as pessoas realmente tiram inferências. A lógica, por outro lado, concentra-se na relação dedutiva de consequência lógica entre as premissas e a conclusão ou como as pessoas devem tirar inferências. Existem diferentes maneiras de conceituar esta relação. De acordo com a abordagem semântica, um argumento é dedutivamente válido se e somente se não há uma interpretação possível deste argumento em que suas premissas são verdadeiras e sua conclusão falsa. A abordagem sintática, por outro lado, sustenta que um argumento é dedutivamente válido se e somente se sua conclusão pode ser deduzida de suas premissas usando uma regra de inferência válida. Uma regra de inferência é um esquema de tirar uma conclusão de um conjunto de premissas com base apenas em sua forma lógica. Há várias regras de inferência, como o modus ponens e o modus tollens. Os argumentos dedutivos inválidos, que não seguem uma regra de inferência, são chamados de falácias formais. As regras de inferência são regras definitórias e contrastam com as regras estratégicas, que especificam quais inferências se precisa tirar para chegar a uma conclusão pretendida. O raciocínio dedutivo contrasta com o raciocínio não dedutivo ou ampliativo. Para argumentos ampliativos, como argumentos indutivos ou abdutivos, as premissas oferecem um apoio mais fraco para sua conclusão: elas a tornam mais provável, mas não garantem sua verdade. Eles compensam essa desvantagem ao serem capazes de fornecer informações genuinamente novas ainda não encontradas nas premissas, ao contrário dos argumentos dedutivos.
A psicologia cognitiva investiga os processos mentais responsáveis pelo raciocínio dedutivo. Um de seus tópicos diz respeito aos fatores que determinam se as pessoas tiram inferências dedutivas válidas ou inválidas. Um fator é a forma do argumento: por exemplo, as pessoas têm mais sucesso com argumentos da forma modus ponens do que com o modus tollens. Outro é o conteúdo dos argumentos: as pessoas são mais propensas a acreditar que um argumento é válido se a afirmação feita em sua conclusão é plausível. Uma descoberta geral é que as pessoas tendem a obter melhores resultados em casos realistas e concretos do que em casos abstratos. As teorias psicológicas do raciocínio dedutivo visam explicar essas descobertas fornecendo uma explicação dos processos psicológicos subjacentes. As teorias da lógica mental sustentam que o raciocínio dedutivo é um processo semelhante à linguagem que acontece através da manipulação de representações utilizando regras de inferência. As teorias dos modelos mentais, por outro lado, afirmam que o raciocínio dedutivo envolve modelos de possíveis estados do mundo sem o meio da linguagem ou das regras de inferência. De acordo com as teorias do processo dual do raciocínio, há dois sistemas cognitivos qualitativamente diferentes responsáveis pelo raciocínio.
O problema do raciocínio dedutivo é relevante para vários campos e questões. A epistemologia tenta entender como a justificação é transferida da crença nas premissas para a crença na conclusão no processo de raciocínio dedutivo. A lógica probabilística estuda como a probabilidade das premissas de uma inferência afeta a probabilidade de sua conclusão. A controversa tese do dedutivismo nega que existam outras formas corretas de inferência além da dedução. A dedução natural é um tipo de sistema de prova baseado em regras de inferência simples e evidentes. Em filosofia, o método geométrico é uma forma de filosofar que parte de um pequeno conjunto de axiomas evidentes e tenta construir um sistema lógico abrangente utilizando o raciocínio dedutivo.

## Definição
O raciocínio dedutivo, também chamado de método dedutivo, é o processo psicológico de tirar inferências dedutivas. Uma inferência é um conjunto de premissas juntamente com uma conclusão. Este processo psicológico começa a partir das premissas e raciocina para uma conclusão baseada e apoiada por essas premissas. Se o raciocínio foi feito corretamente, resulta em uma dedução válida: a verdade das premissas garante a verdade da conclusão. Por exemplo, no argumento silogístico "todas as rãs são anfíbios; nenhum gato é anfíbio; portanto, nenhum gato é rã", a conclusão é verdadeira porque suas duas premissas são verdadeiras. Mas mesmo argumentos com premissas erradas podem ser dedutivamente válidos se obedecerem a este princípio, como em "todas as rãs são mamíferos; nenhum gato é mamífero; portanto, nenhum gato é rã". Se as premissas de um argumento válido são verdadeiras, então é chamado de argumento sólido.
A relação entre as premissas e a conclusão de um argumento dedutivo é geralmente chamada de "consequência lógica". Segundo Alfred Tarski, a consequência lógica tem 3 características essenciais: é necessária, formal e cognoscível a priori. É necessária no sentido de que as premissas de argumentos dedutivos válidos tornam necessária a conclusão: é impossível que as premissas sejam verdadeiras e a conclusão falsa, independentemente de quaisquer outras circunstâncias. A consequência lógica é formal no sentido de que depende apenas da forma ou da sintaxe das premissas e da conclusão. Isto significa que a validade de um argumento em particular não depende do conteúdo específico deste argumento. Se for válido, então qualquer argumento com a mesma forma lógica também é válido, não importa quão diferente seja no nível de seu conteúdo. A consequência lógica é cognoscível a priori no sentido de que nenhum conhecimento empírico do mundo é necessário para determinar se uma dedução é válida. Portanto, não é necessário envolver-se em qualquer forma de investigação empírica. Alguns lógicos definem a dedução em termos de mundos possíveis: uma inferência dedutiva é válida se e somente se, não há um mundo possível no qual sua conclusão seja falsa enquanto suas premissas forem verdadeiras. Isto significa que não há contra-exemplos: a conclusão é verdadeira em todos esses casos, não apenas na maioria dos casos.
Tem sido argumentado contra esta e outras definições semelhantes que eles não conseguem distinguir entre raciocínio dedutivo válido e inválido, ou seja, deixam em aberto se há inferências dedutivas inválidas e como defini-las. Alguns autores definem o raciocínio dedutivo em termos psicológicos para evitar esse problema. De acordo com Mark Vorobey, se um argumento é dedutivo depende do estado psicológico da pessoa que faz o argumento: "Um argumento é dedutivo se, e somente se, o autor do argumento acredita que a verdade das premissas faz necessária (garante) a verdade da conclusão". Uma formulação semelhante sustenta que o falante afirma ou pretende que as premissas ofereçam apoio dedutivo para sua conclusão. Isto é às vezes categorizado como uma definição de dedução determinada pelo falante (speaker-determined definition), pois depende também do falante se o argumento em questão é dedutivo ou não. Para as definições sem falante (speakerless definitions), por outro lado, apenas o argumento em si importa independentemente do falante. Uma vantagem deste tipo de formulação é que permite distinguir entre argumentos dedutivos bons ou válidos e maus ou inválidos: o argumento é bom se a crença do autor sobre a relação entre as premissas e a conclusão é verdadeira, caso contrário é mau. Uma consequência dessa abordagem é que os argumentos dedutivos não podem ser identificados pela lei de inferência que utilizam. Por exemplo, um argumento da forma modus ponens pode ser não dedutivo se as crenças do autor são suficientemente confusas. Isso traz consigo uma importante desvantagem desta definição: é difícil de aplicar a casos concretos, já que as intenções do autor geralmente não são declaradas explicitamente.
O raciocínio dedutivo é estudado na lógica, na psicologia e nas ciências cognitivas. Alguns teóricos enfatizam em sua definição a diferença entre estes campos. Nesta visão, a psicologia estuda o raciocínio dedutivo como um processo mental empírico, ou seja, o que acontece quando os seres humanos se envolvem no raciocínio. Mas a questão descritiva de como o raciocínio real acontece difere da questão normativa de como deve acontecer ou o que constitui o raciocínio dedutivo correto, que é estudado pela lógica. Isto é às vezes expresso ao afirmar que, estritamente falando, a lógica não estuda o raciocínio dedutivo, mas a relação dedutiva entre as premissas e uma conclusão conhecida como consequência lógica. Mas esta distinção nem sempre é observada com precisão na literatura acadêmica. Um aspecto importante desta diferença é que a lógica não está interessada em saber se a conclusão de um argumento é sensata. Assim, da premissa "a impressora tem tinta" pode-se tirar a conclusão inútil "a impressora tem tinta e a impressora tem tinta e a impressora tem tinta", que tem pouca relevância do ponto de vista psicológico. Em vez disso, os raciocinadores reais geralmente tentam remover informações redundantes ou irrelevantes e tornar as informações relevantes mais explícitas. O estudo psicológico do raciocínio dedutivo também se ocupa de quão boas as pessoas são para tirar inferências dedutivas e dos fatores que determinam seu desempenho. As inferências dedutivas são encontradas tanto na linguagem natural quanto em sistemas lógicos formais, como a lógica proposicional.

## Concepções de dedução
Os argumentos dedutivos diferem dos argumentos não dedutivos pois a verdade de suas premissas assegura a verdade de sua conclusão. Há duas concepções importantes do que isto significa exatamente. Elas são chamadas de abordagem sintática e semântica. De acordo com a abordagem sintática, se um argumento é dedutivamente válido depende apenas de sua forma, sintaxe ou estrutura. Dois argumentos têm a mesma forma se utilizam o mesmo vocabulário lógico na mesma ordem, não importa se seu conteúdo é diferente. Por exemplo, os argumentos "se chove, então a rua estará molhada; chove; portanto, a rua estará molhada" e "se a carne não é resfriada, então apodrecerá; a carne não é resfriada; portanto, apodrecerá" têm a mesma forma lógica: seguem o modus ponens. Sua forma pode ser expressa mais abstratamente como "se A então B; A; portanto B" para tornar explícita a sintaxe comum. Existem várias outras formas lógicas válidas ou regras de inferência, como o modus tollens ou a eliminação da disjunção. A abordagem sintática sustenta que um argumento é dedutivamente válido se e somente se sua conclusão pode ser deduzida de suas premissas usando uma regra de inferência válida. Uma dificuldade para a abordagem sintática é que geralmente é necessário expressar o argumento em uma linguagem formal para avaliar se é válido. Mas como o problema da dedução também é relevante para as linguagens naturais, isto muitas vezes traz consigo a dificuldade de traduzir o argumento da linguagem natural para uma linguagem formal, um processo que vem com vários problemas próprios. Outra dificuldade se deve ao fato de que a abordagem sintática depende da distinção entre características formais e não formais. Embora exista um amplo acordo sobre os casos paradigmáticos, há também vários casos controversos em que não está claro como esta distinção deve ser feita.
A abordagem semântica sugere uma definição alternativa de validade dedutiva. Baseia-se na ideia de que as sentenças que constituem as premissas e conclusões devem ser interpretadas para determinar se o argumento é válido. Isto significa que se atribui valores semânticos às expressões utilizadas nas sentenças, como a referência a um objeto para termos singulares ou um valor de verdade para sentenças atômicas. A abordagem semântica também é chamada de abordagem teórica dos modelos, já que o ramo da matemática conhecido como teoria dos modelos é frequentemente usado para interpretar essas sentenças. Normalmente, muitas interpretações diferentes são possíveis, como se um termo singular se refere a um objeto ou a outro. De acordo com a abordagem semântica, um argumento é dedutivamente válido se e somente se não houver interpretação possível onde suas premissas são verdadeiras e sua conclusão é falsa. Algumas objeções à abordagem semântica são baseadas na afirmação de que a semântica de uma linguagem não pode ser expressa na mesma linguagem, ou seja, que uma metalinguagem mais rica é necessária. Isto implicaria que a abordagem semântica não pode fornecer um relato universal de dedução para a linguagem como um meio abrangente.

## Exemplo simples
Um exemplo de um argumento dedutivo:
1. Todos os homens são mortais.
2. Sócrates é um homem.
3. Portanto, Sócrates é mortal.

A primeira premissa afirma que todos os objetos classificados como "homens" têm o atributo "mortal". A segunda premissa afirma que "Sócrates" é classificado como um "homem" - um membro do conjunto de "homens". A conclusão afirma então que "Sócrates" tem de ser "mortal" porque ele herda esse atributo de sua classificação como um "homem".

## Regras de inferência
O raciocínio dedutivo geralmente acontece aplicando regras de inferência. Uma regra de inferência é uma forma ou esquema de tirar uma conclusão a partir de um conjunto de premissas. Isto acontece normalmente com base apenas na forma lógica das premissas. Uma regra de inferência é válida se, quando aplicada a premissas verdadeiras, a conclusão não pode ser falsa. Um argumento particular é válido se segue uma regra de inferência válida. Argumentos dedutivos que não seguem uma regra de inferência válida são chamados de falácias formais: a verdade de suas premissas não garante a verdade de sua conclusão.
Em alguns casos, se uma regra de inferência é válida depende do sistema lógico que se está utilizando. O sistema lógico dominante é a lógica clássica e as regras de inferência listadas aqui são todas válidas na lógica clássica. Mas as chamadas lógicas desviantes fornecem uma abordagem diferente de quais inferências são válidas. Por exemplo, a regra da inferência conhecida como eliminação da dupla negação é aceita na lógica clássica, mas rejeitada na lógica intuicionista. Esta regra estabelece que se uma proposição não é não verdadeira, então ela é verdadeira.

### Falácias
Várias falácias formais foram descritas. São formas inválidas de raciocínio dedutivo. Um aspecto adicional delas é que parecem ser válidas em algumas ocasiões ou na primeira impressão. Assim, elas podem seduzir as pessoas a aceitá-las e cometê-las. Um tipo de falácia formal é afirmar o consequente, como em "se João é solteiro, então é homem; João é homem; portanto, João é solteiro". Isso é semelhante à regra de inferência válida chamada modus ponens, mas a segunda premissa e a conclusão são trocadas, razão pela qual é inválida. Uma falácia formal semelhante é negar o antecedente, como em "se Otelo é solteiro, então é homem; Otelo não é solteiro; portanto, Otelo não é homem". Isto é semelhante à regra de inferência válida chamada modus tollens, com a diferença de que a segunda premissa e a conclusão são trocadas. Outras falácias formais incluem afirmar uma disjunção, negar uma conjunção e a falácia do meio não distribuído. Todas elas têm em comum que a verdade de suas premissas não garante a verdade de sua conclusão. Mas ainda pode acontecer por coincidência que tanto as premissas quanto a conclusão das falácias formais sejam verdadeiras.

### Regras definitórias e estratégicas
As regras de inferência são regras definitórias: determinam se um argumento é dedutivamente válido ou não. Mas os raciocinadores geralmente não estão apenas interessados em fazer qualquer tipo de argumento válido. Em vez disso, eles geralmente têm um ponto ou uma conclusão específica que desejam provar ou refutar. Assim, dado um conjunto de premissas, eles são confrontados com o problema de escolher as regras de inferência relevantes para que sua dedução chegue à conclusão pretendida. Esta questão pertence ao campo das regras estratégicas: a questão de quais inferências se deve tirar para apoiar a própria conclusão. A distinção entre regras definitórias e estratégicas não é exclusiva da lógica: também é encontrada em vários jogos. No xadrez, por exemplo, as regras definitórias estabelecem que os bispos só podem se mover diagonalmente, enquanto as regras estratégicas recomendam que se deve controlar o centro e proteger o rei se a pessoa pretende ganhar. Neste sentido, as regras definitórias determinam se alguém joga xadrez ou outra coisa, enquanto as regras estratégicas determinam se a pessoa é bom ou mau como jogador de xadrez. O mesmo se aplica ao raciocínio dedutivo: ser um raciocinador eficaz envolve dominar tanto as regras definitórias quanto as estratégicas.

### Formas importantes

#### Modus ponens
O modus ponens (também conhecido como lei do destacamento) é a primeira forma de raciocínio dedutivo. Uma única instrução condicional é feita, e uma hipótese (P) é indicado. A conclusão (Q) é então deduzida da premissa. A forma mais básica é listada abaixo:
1. P → Q (instrução condicional)
2. P (hipótese prevista)
3. Q (conclusão deduzida)

No raciocínio dedutivo, podemos concluir Q a partir de P usando a lei do destacamento. No entanto, se a conclusão (Q) é dada em vez de a hipótese de (P), então não há nenhuma conclusão definitiva.
O seguinte é um exemplo de um argumento que utiliza o modus ponens:
1. Se está chovendo, então há nuvens no céu.
2. Está chovendo.
3. Portanto, há nuvens no céu.

#### Modus tollens
O modus tollens tem forma seguinte: se a conclusão de uma sentença condicional é falsa, então a hipótese deve ser falsa também. A forma geral é:
1. P → Q.
2. ~ Q.
3. Portanto, podemos concluir ~ P  (~Q→~P).

Por exemplo:
1. Se estiver chovendo, então há nuvens no céu.
2. Não há nuvens no céu.
3. Assim, não está chovendo.

#### Lei do silogismo
A lei do silogismo leva duas premissas condicionais e forma uma conclusão, combinando a hipótese (premissas) com a conclusão. Assim:
1. P → Q
2. Q → R
3. Por isso, P→ R.

Por exemplo:
1. Se Larry está doente, então ele vai estar ausente.
2. Se Larry está ausente, então ele vai perder a sua escola.
3. Portanto, se Larry está doente, então ele vai perder a sua escola.

Deduzimos a conclusão, combinando a hipótese da primeira premissa com a segunda premissa.

## Validade
Argumentos dedutivos são avaliados em termos de sua validade e solidez.
Um argumento é válido se for impossível para as suas premissas serem verdadeiras, enquanto a sua conclusão é falsa. Em outras palavras, a conclusão deve ser verdadeira se as premissas são verdadeiras.
Um argumento é sólido se ele é válido e as premissas são verdadeiras. É possível ter um argumento dedutivo que é logicamente válido, mesmo que não pareça ser ao ouvir. Argumentos falaciosos muitas vezes tomam esta forma.
O seguinte é um exemplo de um argumento que é válido, mesmo que não soe:
1. Todo mundo que come cenouras é um zagueiro.
2. João come cenouras.
3. Portanto, João é um zagueiro.

No exemplo acima a primeira premissa é falsa - há pessoas que comem cenouras e não são zagueiros - mas a conclusão deve ser verdadeira, desde que as premissas sejam verdadeiras (ou seja, é impossível que as premissas sejam verdadeiras e a conclusão falsa). Portanto, o argumento é válido, mas não parece. Generalizações são muitas vezes utilizados para fazer argumentos inválidos, como "Todo mundo que come cenouras é um zagueiro". Nem todo mundo que come cenouras é um zagueiro, provando assim a falha de tais argumentos.
Neste exemplo, a primeira declaração usa o raciocínio categórico, dizendo que todos os comedores de cenoura são definitivamente zagueiros. Esta teoria do raciocínio dedutivo - também conhecida como lógica de termos - foi desenvolvida por Aristóteles, mas foi substituída pela lógica proposicional (sentencial) e lógica de predicados.
O raciocínio dedutivo pode ser contrastado com o raciocínio indutivo, no que diz respeito à validade. No raciocínio indutivo, embora as premissas sejam verdadeiras e o argumento é "válido", é possível que a conclusão seja falsa.

## Diferença do raciocínio ampliativo
O raciocínio dedutivo é geralmente contrastado com o raciocínio não dedutivo ou ampliativo. A característica distintiva das inferências dedutivas válidas é que é impossível que suas premissas sejam verdadeiras e sua conclusão falsa. Desta forma, as premissas fornecem o apoio mais forte possível para sua conclusão. As premissas das inferências ampliativas também apoiam sua conclusão. Mas este apoio é mais fraco: não preservam a verdade necessariamente. Assim, mesmo para argumentos ampliativos corretos, é possível que suas premissas sejam verdadeiras e sua conclusão falsa. Duas formas importantes de raciocínio ampliativo são o raciocínio indutivo e o abdutivo. Às vezes, o termo "raciocínio indutivo" é usado em um sentido muito amplo para cobrir todas as formas de raciocínio ampliativo. No entanto, em um uso mais estrito, o raciocínio indutivo é apenas uma forma de raciocínio ampliativo. No sentido estrito, as inferências indutivas são formas de generalização estatística. São normalmente baseadas em muitas observações individuais que mostram um certo padrão. Estas observações são então utilizadas para formar uma conclusão sobre uma entidade ainda não observada ou sobre uma lei geral. Para inferências abdutivas, as premissas apoiam a conclusão porque a conclusão é a melhor explicação de por que as premissas são verdadeiras.
O apoio que os argumentos ampliativos fornecem para sua conclusão vem em graus: alguns argumentos ampliativos são mais fortes que outros. Isso é frequentemente explicado em termos de probabilidade: as premissas tornam mais provável que a conclusão seja verdadeira. Argumentos ampliativos fortes tornam sua conclusão muito provável, mas não absolutamente certa. Um exemplo de raciocínio ampliativo é a inferência da premissa "cada corvo em uma amostra aleatória de 3200 corvos é negro" para a conclusão "todos os corvos são negros": a amostra aleatória extensa torna a conclusão muito provável, mas não exclui que existam raras exceções. Neste sentido, o raciocínio ampliativo é derrotável: pode tornar-se necessário retirar uma conclusão anterior ao receber novas informações relacionadas. O raciocínio ampliativo é muito comum no discurso cotidiano e nas ciências.
Uma desvantagem importante do raciocínio dedutivo é que ele não leva a informações genuinamente novas. Isto significa que a conclusão só repete informações já encontradas nas premissas. O raciocínio ampliativo, por outro lado, vai além das premissas ao chegar a informações genuinamente novas. Uma dificuldade para esta caracterização é que ela faz com que o raciocínio dedutivo pareça inútil: se a dedução não é informativa, não está claro por que as pessoas a usariam e a estudariam. Foi sugerido que este problema pode ser resolvido distinguindo entre informações superficiais e profundas. Nesta visão, o raciocínio dedutivo não é informativo no nível de profundidade, em contraste com o raciocínio ampliativo. Mas ainda pode ser valioso no nível superficial, apresentando as informações nas premissas de uma maneira nova e às vezes surpreendente.
Um equívoco popular da relação entre dedução e indução identifica sua diferença no nível de afirmações particulares e gerais. Nesta visão, as inferências dedutivas partem de premissas gerais e tiram conclusões particulares, enquanto as inferências indutivas partem de premissas particulares e tiram conclusões gerais. Essa ideia é frequentemente motivada por ver a dedução e a indução como dois processos inversos que se complementam: a dedução vai do geral para o específico, enquanto a indução vai do específico para o geral. Mas esta é uma concepção errônea que não reflete como a dedução válida é definida no campo da lógica: uma dedução é válida se é impossível que suas premissas sejam verdadeiras e sua conclusão falsa, independentemente de se as premissas ou a conclusão são particulares ou gerais. Devido a isto, algumas inferências dedutivas têm uma conclusão geral e outras também têm premissas particulares.

## Em vários campos

### Psicologia cognitiva
A psicologia cognitiva estuda os processos psicológicos responsáveis pelo raciocínio dedutivo. Ocupa-se, entre outras coisas, de quão boas as pessoas são para tirar inferências dedutivas válidas. Isto inclui o estudo dos fatores que afetam seu desempenho, sua tendência a cometer falácias, e os vieses subjacentes envolvidos. Uma descoberta notável neste campo é que o tipo de inferência dedutiva tem um impacto significativo sobre se a conclusão correta é tirada. Em uma meta-análise de 65 estudos, por exemplo, 97% dos sujeitos avaliaram corretamente as inferências do modus ponens, enquanto a taxa de sucesso para modus tollens foi de apenas 72%. Por outro lado, mesmo algumas falácias, como afirmar o consequente ou negar o antecedente, foram consideradas argumentos válidos pela maioria dos sujeitos. Um fator importante para estes erros é se a conclusão parece inicialmente plausível: quanto mais credível é a conclusão, maior é a chance de um sujeito confundir uma falácia com um argumento válido.
Um viés importante é o matching bias, que geralmente é ilustrado usando a tarefa de seleção de Wason. Em um experimento de Peter Wason, citado frequentemente, 4 cartas são apresentadas ao participante. Em um caso, os lados visíveis mostram os símbolos D, K, 3, e 7 nas diferentes cartas. O participante é informado que "cada cartão que tem um D de um lado tem um 3 do outro lado". Sua tarefa é identificar quais cartas precisam ser viradas para confirmar ou refutar essa afirmação condicional. A resposta correta, dada apenas por cerca de 10%, são as cartas D e 7. Muitos selecionam a carta 3 em vez disso, mesmo que a afirmação condicional não envolva nenhum requisito sobre quais símbolos podem ser encontrados no lado oposto da carta 3. Mas este resultado pode ser drasticamente alterado se símbolos diferentes são usados: os lados visíveis mostram "beber uma cerveja", "beber uma coca", "16 anos de idade" e "22 anos de idade" e os participantes são solicitados a avaliar a afirmação "se uma pessoa está bebendo cerveja, então a pessoa deve ter mais de 19 anos de idade". Neste caso, 74% dos participantes identificaram corretamente que as cartas "beber uma cerveja" e "16 anos de idade" devem ser viradas. Estas descobertas sugerem que a capacidade de raciocínio dedutivo é fortemente influenciada pelo conteúdo das afirmações envolvidas e não apenas pela forma lógica abstrata da tarefa: quanto mais realistas e concretos forem os casos, melhor o desempenho tende a ser.
Outro viés é chamado de "negative conclusion bias", que acontece quando uma das premissas tem a forma de um condicional material negativo, como em "Se a carta não tem um A à esquerda, então tem um 3 à direita. A carta não tem um 3 à direita. Portanto, a carta tem um A à esquerda". A tendência aumentada de julgar mal a validade desse tipo de argumento não está presente para condicionais materiais positivos, como em "Se a carta tem um A à esquerda, então tem um 3 à direita. A carta não tem um 3 à direita. Portanto, a carta não tem um A à esquerda".

#### Teorias psicológicas do raciocínio dedutivo
Várias teorias psicológicas de raciocínio dedutivo foram propostas. Essas teorias visam explicar como o raciocínio dedutivo funciona em relação aos processos psicológicos subjacentes responsáveis. São frequentemente usadas para explicar as descobertas empíricas, como por que os raciocinadores humanos são mais suscetíveis a alguns tipos de falácias do que a outros.
Uma distinção importante é entre teorias da lógica mental, às vezes também chamadas de teorias das regras mentais, e teorias dos modelos mentais. As teorias da lógica mental veem o raciocínio dedutivo como um processo semelhante à linguagem que acontece através da manipulação de representações. Isso é feito aplicando regras sintáticas de inferência de uma maneira muito semelhante a como os sistemas de dedução natural transformam suas premissas para chegar a uma conclusão. Nesta visão, algumas deduções são mais simples que outras, pois envolvem menos passos inferenciais. Essa ideia pode ser usada, por exemplo, para explicar por que os seres humanos têm mais dificuldades com algumas deduções, como o modus tollens, do que com outras, como o modus ponens: porque as formas mais propensas a erros não têm uma regra nativa de inferência, mas precisam ser calculadas combinando vários passos inferenciais com outras regras de inferência. Nesses casos, o trabalho cognitivo adicional torna as inferências mais expostas a erros.
As teorias dos modelos mentais, por outro lado, sustentam que o raciocínio dedutivo envolve modelos ou representações mentais de possíveis estados do mundo sem o meio da linguagem ou regras de inferência. Para avaliar se uma inferência dedutiva é válida, o raciocinador constrói mentalmente modelos que são compatíveis com as premissas da inferência. Então, a conclusão é testada, observando esses modelos e tentando encontrar um contra-exemplo no qual a conclusão seja falsa. A inferência é válida se tal contra-exemplo não puder ser encontrado. Para reduzir o trabalho cognitivo, apenas tais modelos são representados nos quais as premissas são verdadeiras. Devido a isto, a avaliação de algumas formas de inferência requer apenas a construção de muito poucos modelos, enquanto para outras, muitos modelos diferentes são necessários. Neste último caso, o trabalho cognitivo adicional necessário torna o raciocínio dedutivo mais propenso a erros, explicando assim o aumento da taxa de erro observada. Esta teoria também pode explicar por que alguns erros dependem mais do conteúdo do que da forma do argumento. Por exemplo, quando a conclusão de um argumento é muito plausível, os sujeitos podem não ter motivação para buscar contra-exemplos entre os modelos construídos.
Tanto as teorias da lógica mental quanto as teorias dos modelos mentais assumem que existe um mecanismo de raciocínio de propósito geral que se aplica a todas as formas de raciocínio dedutivo. Mas também existem relatos alternativos que postulam vários mecanismos de raciocínio de propósito especial para diferentes conteúdos e contextos. Neste sentido, tem sido afirmado que os seres humanos possuem um mecanismo especial para permissões e obrigações, especificamente para detectar trapaças nas trocas sociais. Isto pode ser usado para explicar por que os seres humanos geralmente têm mais êxito em tirar inferências válidas se o conteúdo envolve o comportamento humano em relação às normas sociais. Outro exemplo é a chamada teoria do processo dual. Esta teoria postula que existem dois sistemas cognitivos distintos responsáveis pelo raciocínio. Sua inter-relação pode ser usada para explicar os vieses comumente observados no raciocínio dedutivo. O sistema 1 é o sistema mais antigo em termos de evolução. Baseia-se na aprendizagem associativa e acontece de forma rápida e automática sem exigir muitos recursos cognitivos. O sistema 2, por outro lado, é de origem evolutiva mais recente. É lento e cognitivamente exigente, mas também mais flexível e sob controle deliberado. A teoria do processo dual postula que o sistema 1 é o sistema padrão que guia a maior parte do nosso raciocínio cotidiano de maneira pragmática. Mas para problemas particularmente difíceis no nível lógico, o sistema 2 é empregado. O sistema 2 é principalmente responsável pelo raciocínio dedutivo.

#### Inteligência
A habilidade de raciocínio dedutivo é um aspecto importante da inteligência e muitos testes de inteligência incluem problemas que exigem inferências dedutivas. Devido a esta relação com a inteligência, a dedução é altamente relevante para a psicologia e as ciências cognitivas. Mas o tema do raciocínio dedutivo também é pertinente às ciências da computação, por exemplo, na criação da inteligência artificial.

### Epistemologia
O raciocínio dedutivo desempenha um papel importante na epistemologia. A epistemologia se preocupa com a questão da justificação, ou seja, de apontar quais crenças são justificadas e por quê. As inferências dedutivas são capazes de transferir a justificação das premissas para a conclusão. Assim, enquanto a lógica se interessa por como a dedução preserva a verdade, a epistemologia se interessa por como a dedução preserva a justificação. Há diferentes teorias que tentam explicar por que o raciocínio dedutivo preserva a justificação. De acordo com o fiabilismo, isto é assim porque as deduções preservam a verdade: são processos confiáveis que garantem uma conclusão verdadeira se as premissas são verdadeiras. Alguns teóricos sustentam que o pensador deve ter consciência explícita da natureza preservadora da verdade da inferência para que a justificação seja transferida das premissas para a conclusão. Uma consequência de tal visão é que, para crianças pequenas, esta transferência dedutiva não ocorre, pois elas não têm essa consciência específica.

### Educação
O raciocínio dedutivo é geralmente considerado como uma habilidade que se desenvolve sem qualquer ensino formal ou de formação. Como resultado dessa crença, habilidades de raciocínio dedutivo não são ensinados nas escolas secundárias, onde se espera que os alunos usem o raciocínio com mais frequência e em um nível superior. É na escola, por exemplo, que os alunos tem uma introdução abrupta de provas matemáticas - que dependem muito de raciocínio dedutivo. Algumas instituições de nível superior oferecem nas grades de seus cursos a matéria.

## Conceitos e teorias relacionados

### Dedutivismo
O dedutivismo é uma posição filosófica que dá primazia ao raciocínio ou argumentos dedutivos sobre suas contrapartes não dedutivas. Muitas vezes é entendido como a afirmação avaliativa de que apenas as inferências dedutivas são inferências boas ou corretas. Esta teoria teria consequências de amplo alcance para vários campos, pois implica que as regras de dedução são "o único padrão aceitável de evidência". Desta forma, a racionalidade ou correção das diferentes formas de raciocínio indutivo é negada. Algumas formas de dedutivismo expressam isto em termos de graus de razoabilidade ou probabilidade. As inferências indutivas são geralmente vistas como fornecendo um certo grau de apoio para sua conclusão: tornam mais provável que sua conclusão seja verdadeira. O dedutivismo afirma que tais inferências não são racionais: as premissas ou garantem sua conclusão, como no raciocínio dedutivo, ou não fornecem nenhum apoio.
Uma motivação para o dedutivismo é o problema da indução introduzido por David Hume. Consiste no desafio de explicar como ou se inferências indutivas baseadas em experiências passadas apoiam conclusões sobre eventos futuros. Por exemplo, uma galinha passa a esperar, com base em todas as suas experiências passadas, que a pessoa que entra em seu galinheiro vai alimentá-la, até que um dia a pessoa "finalmente torce seu pescoço". De acordo com o falsificacionismo de Karl Popper, o raciocínio dedutivo por si só é suficiente. Isto se deve à sua natureza de preservação da verdade: uma teoria pode ser falsificada se uma de suas consequências dedutivas é falsa. Assim, mesmo que o raciocínio indutivo não fornece evidência positiva para uma teoria, a teoria permanece um concorrente viável até que seja falsificada pela observação empírica. Neste sentido, a dedução por si só é suficiente para discriminar entre hipóteses concorrentes sobre qual é o caso. O hipotético-dedutivismo é um método científico intimamente relacionado. De acordo com ele, a ciência progride formulando hipóteses e depois visa falsificá-las tentando fazer observações que vão contra suas consequências dedutivas.

### Dedução natural
O termo "dedução natural" refere-se a uma classe de sistemas de prova baseados em regras de inferência evidentes. Os primeiros sistemas de dedução natural foram desenvolvidos por Gerhard Gentzen e Stanislaw Jaskowski na década de 1930. A motivação central foi dar uma apresentação simples do raciocínio dedutivo que refletisse fielmente como o raciocínio realmente ocorre. Neste sentido, a dedução natural contrasta com outros sistemas de prova menos intuitivos, como os sistemas dedutivos do estilo de Hilbert, que empregam esquemas axiomáticos para expressar verdades lógicas. A dedução natural, por outro lado, evita esquemas axiomáticos ao incluir muitas regras de inferência diferentes que podem ser usadas para formular provas. Estas regras de inferência expressam como as constantes lógicas se comportam. São frequentemente divididas em regras de introdução e regras de eliminação. As regras de introdução especificam sob quais condições uma constante lógica pode ser introduzida em uma nova sentença da prova. Por exemplo, a regra de introdução para a constante lógica "{\displaystyle \land }" (e) é "{\displaystyle {\frac {A,B}{(A\land B)}}}".  Expressa que, dadas as premissas "{\displaystyle A}" e "{\displaystyle B}" individualmente, pode-se tirar a conclusão "{\displaystyle A\land B}" e assim incluí-la na prova. Desta forma, o símbolo "{\displaystyle \land }" é introduzido na prova. A eliminação deste símbolo é regida por outras regras de inferência, como a regra de eliminação "{\displaystyle {\frac {(A\land B)}{A}}}", que estabelece que se pode deduzir a sentença "{\displaystyle A}" da premissa "{\displaystyle (A\land B)}". Regras semelhantes de introdução e eliminação são fornecidas para outras constantes lógicas, como o operador proposicional "{\displaystyle \lnot }", os conectivos proposicionais "{\displaystyle \lor }" e "{\displaystyle \rightarrow }", e os quantificadores "{\displaystyle \exists }" e "{\displaystyle \forall }".
O foco em regras de inferências em vez de esquemas axiomáticos é uma característica importante da dedução natural. Mas não há um acordo geral sobre como a dedução natural deve ser definida. Alguns teóricos sustentam que todos os sistemas de prova com esta característica são formas de dedução natural. Isso incluiria várias formas de cálculos de sequentes ou cálculos de tabelas. Mas outros teóricos usam o termo em um sentido mais restrito, por exemplo, para se referir aos sistemas de prova desenvolvidos por Gentzen e Jaskowski. Devido a sua simplicidade, a dedução natural é frequentemente usada para ensinar lógica aos estudantes.

### Método geométrico
O método geométrico é um método de filosofia baseado no raciocínio dedutivo. Começa a partir de um pequeno conjunto de axiomas evidentes e tenta construir um sistema lógico abrangente baseado apenas em inferências dedutivas destes primeiros axiomas. Foi inicialmente formulado por Baruch Spinoza e ganhou destaque em vários sistemas filosóficos racionalistas na era moderna. Seu nome deriva das formas de demonstração matemática encontradas na geometria tradicional, que são geralmente baseadas em axiomas, definições e teoremas inferidos. Uma motivação importante do método geométrico é repudiar o ceticismo filosófico ao fundamentar o sistema filosófico em axiomas absolutamente certos. O raciocínio dedutivo é central para este esforço devido à sua natureza necessariamente preservadora da verdade. Desta forma, a certeza inicialmente investida apenas nos axiomas é transferida para todas as partes do sistema filosófico.
Uma crítica recorrente dos sistemas filosóficos construídos utilizando o método geométrico é que seus axiomas iniciais não são tão evidentes ou certos como seus defensores proclamam. Este problema está além do próprio raciocínio dedutivo, que só garante que a conclusão seja verdadeira se as premissas forem verdadeiras, mas não que as premissas em si sejam verdadeiras. Por exemplo, o sistema filosófico de Spinoza foi criticado desta forma com base em objeções levantadas contra o axioma causal, ou seja, que "o conhecimento de um efeito depende e envolve o conhecimento de sua causa". Uma crítica diferente não se dirige às premissas, mas ao próprio raciocínio, que às vezes pode assumir implicitamente premissas que em si mesmas não são evidentes.